# Braulio Castillo
Braulio Castillo, född 30 mars 1933 i Bayamón, Puerto Rico, död 28 februari 2015 i Trujillo Alto, Puerto Rico, var en puertoricansk-mexikansk skådespelare och filmproducent.

## Filmografi (urval)
- 1967 – Roseanna